# Мулкахи, Ричард
Ричард Джеймс Мулкахи (англ. Richard James Mulcahy, ирл. Risteárd Séamus Ó Maolchatha; 10 мая 1886, Уотерфорд, Соединённое Королевство Великобритании и Ирландии — 16 декабря 1971, Дублин, Ирландия) — ирландский революционер, государственный, политический и военный деятель. Участвовал в Пасхальном восстании, войне за независимость и в гражданской войне в Ирландии (в последней — на стороне правительственных войск).

## Революционная деятельность
Образование получил в школе Христианских братьев в городе Тёрлсе графства Типперэри, где его отец работал на почте. Пошёл по стопам отца и также стал почтовым служащим, работая в инженерном департаменте. Работая, он часто переводился с место на место и успел послужить в таких местах, как Тёрлс, Бантри, Уэксфорд и Дублин. Параллельно со службой он активно участвовал в разнообразных организациях ирландских националистов: Ирландские волонтеры, Ирландское Республиканское Братство и Гэльская лига. 
Окончил Университетский колледж Дублина.
Во время Пасхального восстания сражался в звании летенената под командованием Томаса Эша в Эшборне, графство Мит. Батальон, где он служил, действовал довольно удачно, однако подчиняясь приказу Патрика Пирса они сложили оружие через 24 часа после разгрома восстания.
Был арестован и некоторое время содержался в тюрьме Фронгох для интернированных в Уэльсе до своего освобождения 24 декабря 1916 г.

## Война за независимость и гражданская война
После освобождения немедленно примкнул к республиканскому движению(«Ирландское республиканское братство») и благодаря своим организационным способностям и опыту вскоре стал командиром Дублинской бригады ИРА. В 1918 г. он был избран в созданный революционный однопалатный парламент (Dáil Éireann) и входит в состав новообразованного правительства Ирландской Республики, где был назначен заместителем министра обороны (оба этих органа не были признаны британским правительством легитимными); занимал этот пост до 1921 г. Кроме того, в 1919 г. он стал командующим ИРА по личному составу, и занимал эту должность вплоть до окончания войны за независимость. Наравне с Майклом Коллинзом был ответственен за планирование большинства операций ИРА, направленных против британских войск. Тогда же в 1919 г. женился на Мари Жозефине Райан, сестре известного ирландского политика Джеймса Райана.
В 1922 г. поддержал Коллинза и англо-ирландское соглашение, ставшее причиной Гражданской войны. Он оставил свой пост в ИРА и перешёл в Национальную Армию. После смерти Коллинза именно он стал главнокомандующим проправительственных сил. В этой должности ему пришлось иметь дело с партизанской войной, которую ИРА развязала после своего поражения в Манстере. Мулкахи был сторонником крайне жесткой линии в отношении партизан, и именно он отдал приказ, согласно которому любой захваченный с оружием в руках боевик ИРА мог быть казнён на месте (таким образом в ходе войны, без суда и разбирательств, было казнено 77 человек). Кроме того, именно он являлся автором идеи казни заключённых оппозиционеров в ответ на убийства чиновников Ирландского Свободного государства со стороны ИРА. С января по март 1924 г. исполнял обязанности министра обороны, однако был отправлен в отставку из-за острой критики, обрушившейся за его политику в сфере так называемых «армейских бунтов» — акций протеста демобилизованных после гражданской войны солдат и офицеров Национальной Армии. 
С 1927 по 1932 г. занимал пост министра по делам местного самоуправления и министра здравоохранения Свободного Ирландского государства.

## Послевоенная политическая деятельность
Дважды (в 1921 и 1922 гг.) избирался депутатом Дойла (нижняя палата ирландского парламента) от Северо-западного избирательного округа в Дублине. На выборах 1923 г. он вновь прошёл в Дойл, но на этот раз от северо-восточного округа. Там же он четырежды переизбирался (в июне-сентябре 1927 в 1932 и в 1933 гг.). На выборах 1937 г. потерпел поражение, однако все же смог стать членом Сената (верхняя палата). В 1938 г. он снова был избран в Дойл а в 1943 г. — в Сенат.
После отставки в 1944 г. Уильяма Косгрейва с поста председателя второй по величине партии Ирландии Фине Гэл возглавил партию, оставаясь членом Сената. Тем временем фракцию Фине Гэл в Дойле возглавил Томас О’Хиггинс, однако в 1944 г. он заменил его, будучи вновь избранным в нижнюю палату. Перед ним встала задача возрождения Фине Гэл, распадавшейся после поражения на выборах 1932 г. На очередных выборах, пытаясь обновить партию, выставил от Фине Гэл 13 молодых, ранее не известных, кандидатов. 4 из них прошли в парламент. Кроме того он, презирая кабинетную работу, активно работал с избирателями, разъезжая по стране на мотоцикле. В итоге, Фине Гэл вновь потерпела поражение, однако победа Фианна Файл уже не была столь явной. 
Уже в 1948 г. она была оттеснена партийной коалицией из пяти партий, основу которой составляли Фине Гэл и лейбористы. Мулкахи играл важную роль в создании этого альянса, однако для некоторых участников коалиции, имевших сильные связи с республиканским движением (таких как Шон Макбрайд) его фигура в качестве нового премьер-министра была неприемлема из-за его печально известной роли в гражданской войне. В итоге, ему пришлось уступить этот пост более нейтральному Джону Костелло, довольствовавшись портфелем министра образования, который оставался у него до 1951 г. В 1954 г. после очередных выборов к власти вновь пришло коалиционное правительство, в котором он вновь стал министром образования. В июне-октябре 1956 г. - министр по вопросам Гэлтахта.
Оставался лидером Фине Гэл до октября 1959 г. и лишь в 1960 г. объявил о намерении уйти из политической жизни.